# Transmisión de humano a humano
La transmisión de humano a humano (THH) es un vector epidemiológico, especialmente en el caso de que la enfermedad sea transmitida por individuos conocidos como superpropagadores. En estos casos, el número básico de reproducción del virus, que es el número promedio de personas adicionales que un solo caso infectará sin ninguna medida preventiva, puede llegar a 3,9. La transmisión interhumana es sinónimo de THH.
La designación de pandemia por parte de la Organización Mundial de la Salud depende del hecho demostrable de que hay THH sostenida en dos regiones del mundo.

## Sinopsis
Los patógenos relevantes pueden ser virus, bacterias u hongos, y pueden propagarse al respirar, hablar, toser, estornudar, rociar líquidos, descargar el inodoro o cualquier actividad que genere partículas o gotitas de aerosol o genere fómites, como levantar polvo.
Se demostró que el virus de la influenza aún estaba activo en el acero inoxidable 24 horas después de la contaminación. Aunque en las manos sobrevive solo cinco minutos, el contacto constante con el acero casi con seguridad transmite la infección. La eficiencia de la transferencia depende no solo de la superficie, sino también del tipo de patógeno. Por ejemplo, la gripe aviar sobrevive en materiales porosos y no porosos durante 144 horas.
Los patógenos también pueden transmitirse por el mal uso de los cubiertos o el saneamiento inadecuado de los platos o la ropa de cama. Particularmente problemáticas son las prácticas de aseo, que conducen a la ruta fecal-oral. 

## Ejemplo de enfermedades THH
A continuación se enumeran ejemplos de algunas enfermedades THH. 

### Controlado
- sarampión: vacuna disponible
- paperas: vacuna disponible
- varicela: vacuna disponible
- viruela[16]
- peste bubónica: riesgo delgado no nulo[17]
- peste neumónica: peste de Manchuria (1910-11)[18]
- tuberculosis
- Norovirus[19][20]
- viruela del simio[21]
- SARS-CoV-1
- MERS
- gripe aviar
- Infecciones de transmisión sexual (ITS) o enfermedades de transmisión sexual (ETS):
  - Sífilis, también conocida como viruela francesa[16]

### Sin control
- SARS-CoV-2

### Otras lecturas
- Cook, Nigel (2013). «10.1 Introduction; the role of fomites in the virus transmission». Viruses in Food and Water: Risks, Surveillance and Control (en inglés). Cambridge: Woodhead Publishing. pp. 205-215. ISBN 978-0-85709-887-0.
- Larson, Elaine L.; Liverman, Catharyn T. (2011). «Understanding the Risk to Healthcare Personnel: Fomite Persistence». Preventing Transmission of Pandemic Influenza and Other Viral Respiratory Diseases: Personal Protective Equipment for Healthcare Personnel: Update 2010 (en inglés). Washington: National Academies Press. p. 41. ISBN 978-0-309-16254-8.

- Datos: Q96381373